# Vườn quốc gia Hainich
Vườn quốc gai Hainich là một vườn quốc gia tại Đức. Vườn quốc gia này được lập ngày 31 tháng 12 năm 1997, là vườn quốc gia thứ 13 của Đức, và là vườn quốc gia duy nhất ở Thuringia. Một trong những mục đích của khu vườn quốc gia này là bảo vệ loài sồi bản địa. 
Vườn quốc gia có tổng diện tích 76,1 km² và nằm ở phía tây của bang, phía đông của khu bảo tồn thiên nhiên Eichsfeld-Hainich-Werratal bao quanh một phần vườn quốc gia này. Vườn quốc gia Hainich là nơi sinh sống của các sồi đỏ, 14 loài dơi, 7 loài chim gõ kiến, các loài côn trùng. Ở đây có cây sồi 1000 năm tuổi.